# Елберні-Клекват
Регіональний округ Елберні-Клекват (англ. Alberni-Clayoquot) — регіональний округ в Канаді, у провінції Британська Колумбія.

## Населення
За даними перепису 2016 року, регіональний округ нараховував 30981 жителя, показавши скорочення на 0,3%, порівняно з 2011-м роком. Середня густина населення становила 4,7 осіб/км².
З офіційних мов обидвома одночасно володіли 1 740 жителів, тільки англійською — 28 865, тільки французькою — 10, а 75 — жодною з них. Усього 2,345 осіб вважали рідною мовою не одну з офіційних, з них 225 — одну з корінних мов, а 45 — українську.
Працездатне населення становило 57,2% усього населення, рівень безробіття — 9,9% (11,5% серед чоловіків та 8% серед жінок). 83,8% були найманими працівниками, 14% — самозайнятими.
Середній дохід на особу становив $37 269 (медіана $29 654), при цьому для чоловіків — $44 164, а для жінок $30 351 (медіани — $36 099 та $24 430 відповідно).
29,2% мешканців мали закінчену шкільну освіту, не мали закінченої шкільної освіти — 24,1%, 46,7% мали післяшкільну освіту, з яких 21,3% мали диплом бакалавра, або вищий, 75 осіб мали вчений ступінь.
| Статево-вікова структура населення | Статево-вікова структура населення | Статево-вікова структура населення | Статево-вікова структура населення | Статево-вікова структура населення |
| ---------------------------------- | ---------------------------------- | ---------------------------------- | ---------------------------------- | ---------------------------------- |
|                                    |                                    |                                    |                                    |                                    |
| Всього                             | Всього                             | 50,1%49,9%                         |                                    |                                    |
| 0 — 14 років                       | 0 — 14 років                       |                                    | 15,3%                              | 15,3%                              |
| 15 — 64 років                      | 15 — 64 років                      |                                    | 62,9%                              | 62,9%                              |
| 65 і більше                        | 65 і більше                        |                                    | 21,8%                              | 21,8%                              |
| 85 і більше                        | 85 і більше                        |                                    | 2,4%                               | 2,4%                               |
| 100 і більше                       | 100 і більше                       |                                    | 0%                                 | 0%                                 |
| Середній вік (років)               | Середній вік (років)               | 43,844,6                           | 44,2                               | 44,2                               |
| Медіана (років)                    | Медіана (років)                    | 46,647,3                           | 46,9                               | 46,9                               |
| — чоловіки — жінки                 |                                    |                                    |                                    |                                    |

| Походження мешканців:     | Походження мешканців:     | Походження мешканців: | Походження мешканців: | Походження мешканців: |
| ------------------------- | ------------------------- | --------------------- | --------------------- | --------------------- |
| Походження                |                           |                       | осіб                  | %                     |
| Корінні американці        | Корінні американці        |                       | 5 790                 | 19.13%                |
| Інше північноамериканське | Інше північноамериканське |                       | 8 455                 | 27.94%                |
| Європейське               | Європейське               |                       | 22 015                | 72.75%                |
| британське                | британське                |                       | 15 130                | 50%                   |
| французьке                | французьке                |                       | 3 805                 | 12.57%                |
| українське                | українське                |                       | 1 470                 | 4.86%                 |
| Карибське                 | Карибське                 |                       | 105                   | 0.35%                 |
| Латинськоамериканське     | Латинськоамериканське     |                       | 150                   | 0.5%                  |
| Африканське               | Африканське               |                       | 215                   | 0.71%                 |
| Азійське                  | Азійське                  |                       | 1 480                 | 4.89%                 |
| Океанійське               | Океанійське               |                       | 235                   | 0.78%                 |

| Зайнятість населення за галузями (за класифікацією NOC): | Зайнятість населення за галузями (за класифікацією NOC): | Зайнятість населення за галузями (за класифікацією NOC): | Зайнятість населення за галузями (за класифікацією NOC): | Зайнятість населення за галузями (за класифікацією NOC): |
| -------------------------------------------------------- | -------------------------------------------------------- | -------------------------------------------------------- | -------------------------------------------------------- | -------------------------------------------------------- |
|                                                          |                                                          |                                                          |                                                          |                                                          |
| Управління                                               | Управління                                               |                                                          | 10,1%                                                    | 10,1%                                                    |
| Бізнес, фінанси та адміністрування                       | Бізнес, фінанси та адміністрування                       |                                                          | 10,2%                                                    | 10,2%                                                    |
| Природничі та прикладні науки                            | Природничі та прикладні науки                            |                                                          | 3,4%                                                     | 3,4%                                                     |
| Охорона здоров'я                                         | Охорона здоров'я                                         |                                                          | 7%                                                       | 7%                                                       |
| Освіта, правозахист, муніципальні та урядові служби      | Освіта, правозахист, муніципальні та урядові служби      |                                                          | 11%                                                      | 11%                                                      |
| Мистецтво, культура, відпочинок та спорт                 | Мистецтво, культура, відпочинок та спорт                 |                                                          | 2,8%                                                     | 2,8%                                                     |
| Роздрібна торгівля та послуги                            | Роздрібна торгівля та послуги                            |                                                          | 25,4%                                                    | 25,4%                                                    |
| Гуртова торгівля, транспорт та обладнання                | Гуртова торгівля, транспорт та обладнання                |                                                          | 18,4%                                                    | 18,4%                                                    |
| Природні ресурси, сільське господарство                  | Природні ресурси, сільське господарство                  |                                                          | 6,4%                                                     | 6,4%                                                     |
| Виробництво                                              | Виробництво                                              |                                                          | 5,2%                                                     | 5,2%                                                     |

## Населені пункти
До складу регіонального округу входять місто Порт-Елберні, муніципалітети Юклулет, Тофіно, індіанські резервації Тін-Віс 11, Клакамукус 2, Тсаае 1, Іттатсу 1, Опітсат 1, Клекут 2, Елберні 2, Сачса 4, Аасвініс 1, Макоа 1, Мартосіс 15, Ісовіста 3, Гесквіат 1, Анакла 12, Нумукаміс 1, Еллатіс 2, а також хутори, інші малі населені пункти та розосереджені поселення.

## Клімат
Середня річна температура становить 5,8°C, середня максимальна – 16,5°C, а середня мінімальна – -4,5°C. Середня річна кількість опадів – 2 483 мм.
| Клімат поселення                              | Клімат поселення | Клімат поселення | Клімат поселення | Клімат поселення | Клімат поселення | Клімат поселення | Клімат поселення | Клімат поселення | Клімат поселення | Клімат поселення | Клімат поселення | Клімат поселення | Клімат поселення |
| Показник                                      | Січ.             | Лют.             | Бер.             | Квіт.            | Трав.            | Черв.            | Лип.             | Серп.            | Вер.             | Жовт.            | Лист.            | Груд.            |                  |
| Середній максимум, °C                         | 3,92             | 5,18             | 5,73             | 7,93             | 10,80            | 13,55            | 15,03            | 16,52            | 13,82            | 9,63             | 4,82             | 2,13             |                  |
| Середня температура, °C                       | −0,29            | 0,98             | 1,54             | 3,72             | 6,59             | 9,36             | 12,56            | 14,05            | 11,34            | 7,16             | 2,34             | −0,35            |                  |
| Середній мінімум, °C                          | −4,48            | −3,22            | −2,68            | −0,48            | 2,38             | 5,17             | 10,07            | 11,56            | 8,86             | 4,67             | −0,12            | −2,83            |                  |
| Норма опадів, мм                              | 355              | 276              | 242              | 182              | 115              | 96               | 54               | 65               | 83               | 264              | 397              | 354              |                  |
| Середньомісячна швидкість вітру, м/с          | 3.49             | 3.34             | 3.23             | 3.30             | 3.10             | 3.11             | 2.91             | 2.67             | 2.66             | 2.96             | 3.44             | 3.33             |                  |
| Середньомісячна сонячна радіація, кДж/м²·день | 3162             | 5820             | 9524             | 14019            | 17657            | 18839            | 19902            | 17095            | 12601            | 6895             | 3508             | 2483             |                  |
| --------------------------------------------- | ---------------- | ---------------- | ---------------- | ---------------- | ---------------- | ---------------- | ---------------- | ---------------- | ---------------- | ---------------- | ---------------- | ---------------- | ---------------- |
| Джерело:                                      |                  |                  |                  |                  |                  |                  |                  |                  |                  |                  |                  |                  |                  |